# Episodi di Top Boy (terza stagione)
La terza stagione della serie televisiva Top Boy, composta da 10 episodi, è stata distribuita a livello globale su Netflix il 13 settembre 2019.
| n° | Titolo originale         | Titolo italiano          | Pubblicazione UK  | Pubblicazione Italia |
| -- | ------------------------ | ------------------------ | ----------------- | -------------------- |
| 1  | Bruk Up                  | Toccare il fondo         | 13 settembre 2019 | 13 settembre 2019    |
| 2  | Building Bridges         | Legami                   | 13 settembre 2019 | 13 settembre 2019    |
| 3  | Big Flame                | Big Flame                | 13 settembre 2019 | 13 settembre 2019    |
| 4  | Bonfire Night            | Serata con falò          | 13 settembre 2019 | 13 settembre 2019    |
| 5  | Smoke Gets in Your Hands | Fumo tra le mani         | 13 settembre 2019 | 13 settembre 2019    |
| 6  | Press Gang               | Nuove reclute            | 13 settembre 2019 | 13 settembre 2019    |
| 7  | The Squeeze              | La spremuta              | 13 settembre 2019 | 13 settembre 2019    |
| 8  | Bad Eye                  | Occhio ferito            | 13 settembre 2019 | 13 settembre 2019    |
| 9  | Everyone's Got Family    | Tutti hanno una famiglia | 13 settembre 2019 | 13 settembre 2019    |
| 10 | You Don't Know Me        | Non mi conosci           | 13 settembre 2019 | 13 settembre 2019    |